# Viação Pendotiba
A Viação Pendotiba SA é uma empresa de ônibus brasileira com sede no bairro de Várzea das Moças, em Niterói, RJ. É concessionária do transporte municipal na cidade, além de ser concessionária de linhas intermunicipais. A empresa é uma das maiores da cidade, sendo a principal empresa da Região Oceânica.
Em 2014, chamou notícia na imprensa o fato de que um de seus ônibus foi decorado com motivos natalinos, além de seu motorista e cobrador se vestirem de Papai Noel.